# 2024年2月逝世人物列表
2024年逝世人物列表：1月 - 2月 - 3月 - 4月 - 5月 - 6月 - 7月 - 8月 - 9月 - 10月 - 11月 - 12月
2024年2月逝世人物列表，是用于汇总2024年2月期间逝世人物的列表。

## 依日期排序

### 29日
- 阿里·哈桑·姆維尼，98歲，坦尚尼亞政治人物，前總統（1985—1995年）。[1]
- 布赖恩·马尔罗尼（英語：Brian Mulroney），84歲，加拿大政治人物，前總理（1984—1993年）。[2]
- 彭漱芬，87岁，中国现代文学学者，湖南师范大学中文系教授。[3]
- 保罗·塔维亚尼（義大利語：Paolo Taviani），94歲，意大利電影導演、編劇。[4]
- 黄溢华，95岁，新加坡报人，前《星洲日报》总编辑兼总经理。[5]
- 大衞‧博維爾（David Bordwell），76歲，美國電影史研究學者。威斯康辛大學麥迪遜分校傳播藝術學系教授。[6]

### 28日
- 尼古拉·雷日科夫（俄語：Николай Рыжков），94歲，蘇聯及俄羅斯政治人物，最後一任蘇聯部長會議主席（1985年—1991年）。[7]
- 簡如邠，46歲，台灣網紅，旅遊達人「尼泊爾達人Ruby」，一氧化碳中毒 。[8]
- 维吉尔 (摔角運動员)（英语：Virgil (wrestler)），72歲，美國世界摔角娛樂運動員，結腸癌。[9]

### 27日
- 拿督巴杜卡哈芝莫哈末雅谷，58岁，马来西亚玻璃市拉惹駙馬，尚長公主拿督斯里哈嘉莎丽法法兹拉。腎病。[10]。
- 刘年珍，107岁，中國人，侵华日军“慰安妇”制度受害幸存者。[11]
- 李子濬，50歲，台灣政治人物，台中太平區新福里長。[12]
- 康祺，71岁，台灣男演員，肺疾。[13]
- 李察·李維斯（英語：Richard Lewis），76歲，美國喜劇演員，心臟病在家中病逝。[14]
- 理查德·特鲁利（英語：Richard Truly），86歲，美國海軍軍人兼太空人，軍階中將，曾執行過STS-2以及STS-8任務。[15]
- 李淑錚，94歲，中國政治人物，曾任中共中央对外联络部部长。[16][17]
- 寺越友枝，92歲，日本人，被北韓綁架日本人寺越武志（已確認生存，朝鮮名金英浩）生母。呼吸系統衰竭。[18]

### 26日
- 钟正山，88岁，马来西亚书画家，大马艺术学院创办人，大马现代艺术教育之父[19]。
- 狄旺 ，92歲，柬埔寨僧侶。[20]
- 第四代羅斯柴爾德勳爵（英語：The 4th Lord Rothschild），87歲，英國投資銀行家和貴族，上議院議員（1991年—1999年）。[21]
- 朱塞佩·達爾特魯伊 （義大利語：Giuseppe D'Altrui），89歲，義大利前男子水球運動員。[22]
- 拿督巴杜卡罗再沙菲安，69岁，马来西亚政治人物，巫統黨員，曾當選州議員，任吉打州議會議長。[23]
- 陳春明，83歲，台灣竹雕技師，1980年台灣國家文藝獎美術類得主。[24]
- 徐崇溫，93歲，中國馬克思主義和社會主義理論專家，中國社會科學院哲學研究所研究員，中國社會科學院榮譽學部委員。[25]

### 25日
- 亚伦·布什内尔（英語：Aaron Bushnell），25岁，美国空军军人。因抗议美国对以色列的支持而自焚，最终伤重不治。[26]
- 宗慶后，78岁，中国企业家、娃哈哈集团创始人。肺癌。[27]
- 李影，70歲，香港女演員。[28]
- 颜华益，72岁，馬來西亞商人，南方唱片機構创办人，病逝[29]。
- 高麥克勳爵（英语：Patrick Cormack），84歲，英國保守黨政治人物，國會議員（1970年—2010年）、上議院議員（2010年起）。[30]
- 荷西·德萊昂（西班牙語：José DeLeón Chestaro），63岁，多明尼加職業棒球選手、教練，位置投手，效力過美國大聯盟、台灣與多明尼加的職業棒球聯盟，在台灣曾經以「雷龍」、「得力旺」的中文登錄名效力時報鷹隊與中信鯨隊，癌症病逝[31]。
- 加布里埃拉·格里洛 （德語：Gabriela Grillo），71岁，德國女子馬術運動員。[32]。
- 湯瑪斯·金斯頓（英語：Thomas Kingston），45歲，英國金融分析師，英國國王查爾斯三世的堂妹加布里埃拉·金斯敦女勳爵的夫婿。自杀。[33][34]

### 24日
- 兰迪·巴恩登（英語：Randi Barndon），61岁，挪威卑尔根大学考古学教授。[35]
- 张曦仑，81岁，中国小提琴家、上海交响乐团原乐队首席。[36]
- 肯內特·米歇爾（英語：Kenneth Alexander Mitchell），49歲，加拿大演員。肌萎縮性脊髓側索硬化症。[37]
- 林万菁，73岁，新加坡语文学家、博士，因饭后服药时发生呛噎，抢救失败而亡[38]。
- 馬爾蒂·曼西卡，90歲，芬蘭男子競技體操運動員。[39]

### 23日
- 新沙洞老虎（韓語：신사동호랭이），本名李浩揚，40歲，韓國填詞人及作曲家，韓國流行音樂界製作人。[40]
- 伊雷妮·坎貝爾（義大利語：Irene Camber），98歲，義大利女子擊劍運動員，1952年奥运会金牌得主。[41]
- 羅尼·坎貝爾（英語：Ronnie Campbell），80歲，英國政治人物。[42]
- 維亞切斯拉夫·米哈伊洛維奇·列別傑夫（俄語：Вячеслав Михайлович Лебедев），80歲，俄羅斯律師和法學家，俄羅斯首席大法官（自1989年起）。[43]
- 李佩成，89歲，中國農業水土工程及水資源與環境專家，中国工程院院士。[44]

### 22日
- 劉洪彪，70歲，中國書法家，一級美術師，中國書法家協會副主席，第二炮兵政治部文藝創作室副主任，中國國家畫院書法篆刻院研究員。[45]
- 阿度·佐治（葡萄牙語：Artur Jorge Braga Melo Teixeira），78歲，葡萄牙足球運動員。[46]
- 伊迪·切卡雷利（英語：Edith Ceccarelli），116歲17天，美國超級人瑞，過世時為美國在世最年長者及僅次於瑪麗亞·布拉尼亞斯·莫雷拉之世上第二年長者。[47]
- 大石彌太郎（日語：大石弥太郎），80歲，日本職業棒球運動員及教練，曾任台灣統一獅隊總教練。心肌梗塞。[48]

### 21日
- 泰益瑪目，87歲，馬來西亞政治人物，砂拉越州前任州元首及前任首席部長。[49]
- 史蒂夫·帕克斯頓（英語：Steve Paxton），85歲，美國舞蹈家和編舞家。[50]
- 羅歇·吉耶曼（法語：Roger Charles Louis Guillemin），100歲，法裔美國神經科學家，1977年诺贝尔生理学或医学奖得主。[51]
- 黃士康，87歲，中國政治人物、外交官，前驻智利、墨西哥和哥伦比亚大使。[52]

### 20日
- 安德烈亚斯·布雷默（德語：Andreas Brehme），63岁，德国足球运动员。心跳骤停。[53]
- 瓦西里·德巴（羅馬尼亞語：Vasile Dîba），69岁，羅馬尼亞皮划艇運動員。[54]
- 朱起鶴，99岁，中國物理化學家、教育家，中國科學院院士。[55]
- 山本陽子（日語：山本 陽子），81歲，日本女演員。[56]

### 19日
- 伊拉·馮·菲斯滕貝格（德語：Ira von Fürstenberg），83歲，德裔義大利演員、社交名流。[57]
- 馬克西姆·庫茲米諾夫（俄語：Максим Кузьминов），28歲，原俄羅斯飛行員，後在山雀行動中叛逃至烏克蘭，槍殺[58]。
- 羅伯特·里德（英语：Robert Reid (basketball)），68歲，美國NBA聯盟前職業籃球運動員。[59]
- 孫超，95歲，台灣工藝家。[60]

### 18日
- 科內利奧·索馬魯加（義大利語：Cornelio Sommaruga），91歲，瑞士人道主義者、律師、外交官。[61]
- 迈克尔·格伦斯坦（英語：Michael Grunstein），77歲，美國生物化學家，加利福尼亞大學洛杉磯分校醫學院教授。[62]

### 17日
- 蘇哈尼·巴特納格爾，19歲，印度女演員，代表作為《我和我的冠軍女兒》，皮肌炎。[63]
- 約翰·加爾通（挪威語：Johan Vincent Galtung），93歲，挪威社會學家。[64]
- 萊萬·特迪亞什維利（英语：Levan Tediashvili），75歲，格鲁吉亚前蘇聯角力選手，1972、1976年夏季奧運自由式角力金牌得主[65]。

### 16日
- 阿列克谢·纳瓦利内（俄語：Алексе́й Нава́льный），47歲，俄羅斯律師、政治人物。[66]
- 伊恩·麦克米伦（英語：Ian McMillan），92歲，蘇格蘭足球員。[67]
- 胡耀恆，87歲，台灣戲劇學者。[68]

### 15日
- 羅北，92歲，香港足球教練、足球運動員，司職後衛。[69]
- 卡格妮·琳恩·卡特（英語：Kagney Linn Karter），36歲，美國色情演員、成人模特兒和脫衣舞孃。[70]

### 14日
- 史克信，95歲，中国人民解放軍中將。[71]
- 欧阳奶奶，97岁，中国人，原二战时期日军慰安妇制度受害幸存者。[72]
- 何塞·利亚多（西班牙語：José Lladó），89岁，西班牙政治人物、外交官，西班牙驻美国大使（1978年—1982年）。[73]
- 阿納托利·維爾謝克（英语：Anatoly Vershik），90歲，俄羅斯數學家。[74]

### 13日
- 朱泽，99岁，中国政治人物，江苏省高级人民法院原院长、党组书记。[75]
- 郭連文，71歲，中国男演員，曾出演「劉少奇」，畢業於中央戲劇學院，是北京民族大學影視學院院長、中國兒童藝術劇院院長、中國藝術家協會會員，一級演員。[76]

### 12日
- 矢野博丈（日語：矢野 博丈），80岁，日本商人，100圓店大創百貨創辦人，心臟衰竭。[77]
- 焦跃进，65岁，中国政治人物，焦裕禄次子，曾任中国人民政治协商会议第十一、十二届开封市委员会主席，河南省开封市汴商联合会党委书记等职务。胃癌。[78]
- 史提芬·懷萊德（英語：Steven Wright），69歲，英國電台播音員。[79]
- 查克·馬威尼（英語：Chuck Mawhinney），74歲，美國退役海軍軍人，海軍陸戰隊狙擊手。[80]
- 亨克·J·M·博斯（荷蘭語：Henk J. M. Bos），83歲，荷蘭數學史學家。[81]

### 11日
- 凱爾文·基普圖姆，24歲，肯尼亞長跑運動員，马拉松世界纪录保持者。车祸身亡。[82]
- 艾倫·J·巴德（英語：Allen Joseph Bard），90歲，美國電化學家。[83]
- 陳俊翰，40歲，台灣新竹人，律師、會計師、身心障礙政策倡議者，中研院法學所博士後研究員。感冒并发症。[84]
- 趙安吉（英語：Angela Chao），50歲，美籍華裔商人，航運公司福茂集團第2任董事長兼執行長，前運輸部長趙小蘭胞妹。溺水。[85]

### 10日
- 爱德华·洛瓦萨，70歲，坦桑尼亞政治人物，總理（2005年—2008年）。[86]
- 約翰娜·馮·柯奇安（英语：Johanna von Koczian），90歲，德國女演員[87]。
- 黃凱宇，53歲，台灣DJ、作曲家、電子音樂創作者，藝名「fish.the」，第38屆金馬獎最佳原創電影音樂獎得主(與林強共同獲得)[88]。
- 君特·布魯斯（德語：Günter Brus），85歲，奧地利畫家、表演藝術家、圖形藝術家、實驗電影製片、作家[89]。

### 9日
- 羅貝爾·巴丹戴爾（法語：Robert Badinter），95歲，法國律師、教授、隨筆作家以及政治家。[90]
- 鈴木健次（日语：ダモ鈴木），74歲，藝名「ダモ鈴木」（英語：Damo Suzuki），旅德日本籍搖滾樂歌手[91]。
- 美國加州尼普頓直昇機事故死者[92]：
  - 赫伯特·威哥（英语：Herbert Wigwe），57歲，奈及利亞銀行家，快速銀行（英语：Access Bank plc）執行長。
  - 阿賓波拉·歐貢班約（英语：Abimbola Ogunbanjo），61岁，奈及利亞金融人物，尼日利亚交易所集团前董事長。

### 8日
- 許錫龍，71歲，馬來西亞足球員及教練。[93]
- 郭常喜，78歲，台灣刀劍藝術家，以將導演李安執導的《臥虎藏龍》青冥劍仿造出實體而出名[94]
- 石原凡（日語：石原 凡），68歲，日本演員、聲優。[95]

### 7日
- 劉允怡，76岁，香港肝膽胰外科學家，中国科学院院士。[96]
- 路易吉·阿里恩蒂（義大利語：Luigi Arienti），87歲，義大利男子自由車運動員。[97]
- 赤松良子（日语：赤松良子），94歲，日本政治人物，曾任文部大臣。[98]
- 張煥文，82歲，中國政治人物，曾任遼寧省高級人民法院院長，遼寧省人大常委會副主任，第七、八屆全國人大代表。[99]

### 6日
- 塞瓦斯蒂安·皮涅拉（西班牙語：Sebastián Piñera），74岁，智利政治人物，前總統（2010年—2014年、2018年—2022年）。坠机身亡。[100]
- 約翰·布魯頓（英語：John Bruton），76歲，愛爾蘭政治人物，前总理（1994年—1997年）及爱尔兰统一党领袖（1990年—2001年）。[101]
- 卡立·阿里，66歲，馬來西亞足球員。[102]
- 小澤征爾（日語：小澤 征爾），88歲，日本指揮家。心力衰竭。[103]
- 村山吉隆（日语：村山吉隆），55歲，日本遊戲設計師，《幻想水滸傳》系列創造者。多重器官衰竭。[104]

### 5日
- 德里斯·范阿赫特（荷蘭語：Dries van Agt），93歲，荷蘭政治人物，曾任荷蘭首相。[105]
- 南宮遠（韓語：남궁원），89歲，韓國男演員。[106]
- 花原勉（日語：花原 勉），84歲，日本男子摔跤運動員。[107]

### 4日
- 哈格·根哥布（英語：Hage Geingob），82歲，納米比亞政治人物，总统（2015年—2024年）及前总理（1990年—2002年、2012年—2015年）。[108]
- 库尔特·哈姆林（瑞典語：Kurt Hamrin），89歲，瑞典足球員。[109]
- 安倍洋子（日語：安倍 洋子），95歲，日本书法家及政治人物，岸信介之長女，安倍晋三之母親，有「政界教母」之別稱。[110]
- 厄爾·丘爾頓（英語：Earl Cureton），66歲，美國NBA聯盟前職業籃球運動員。[111]
- 賈科莫·洛西（義大利語：Giacomo Losi），88歲，義大利男子足球運動員，場上位置是邊後衛。[112]
- 田蘊章，78歲，中國書法家，南開大學東方藝術系教授、中國書法協會會員、天津書法家協會理事。[113]
- 諶容（原名谌德容），87歲，中國作家，代表作《人到中年》等。[114]
- 朱伯芳，95歲，中國水工結構專家，中国工程院院士。[115]

### 3日
- 黄祖耀，95歲，新加坡銀行家，大華銀行總裁（1960—2007年）、主席（1974—2013年）。[116]
- 鄭啟泰，56歲，香港廣播及電視節目主持人、演員。[117]
- 段亞亭，95歲，中國中醫學家，重慶市中醫院主任醫師。[118]
- 维托里奥·埃曼努埃莱·迪·萨伏伊（義大利語：Vittorio Emanuele di Savoia），86歲，義大利王室末代王储，萨伏依家族首领（1983年—2024年）。[119]
- 帕維爾·普洛茨（英语：Pavel Ploc (biathlete)），80歲，捷克冬季兩項運動員。[120]

### 2日
- 河國榮（英語：Gregory Charles Rivers），58歲，澳洲籍香港男演員及電視主持，燒炭自殺。[121]
- 胡和生，95歲，中國數學家。[122]
- 張錦麗，63歲，台灣政治人物，曾任新北市社會局長。[123]
- 弗朗西斯科·哈拉（西班牙語：Francisco Jara），82歲，墨西哥足球員。[124]
- 李如平，83岁，中国话剧及影视演员。[125]

### 1日
- 珀爾·伯格（英语：Pearl Berg），114歲123天，美國超級人瑞。[126]
- 米歇爾·雅齊（法語：Michel Jazy），87岁，法國男子田徑運動員。[127]
- 內雷奧·奧奇馬（英語：Nereo Odchimar），83歲，菲律賓天主教神父，曾任天主教主教團主席，天主教蘇里高教區主教、天主教丹達教區大主教。[128]
- 卡爾·韋瑟斯（英語：Carl Weathers），76歲，美國男演員和前美式足球運動員。[129]
- 張傳烱，95歲，台灣神經暨毒理生理學、藥理學專家，曾任國立台灣大學醫學院教授，中央研究院第十一屆院士。[130]
- 加思·曼頓，94歲，澳大利亞男子賽艇運動員。[131]
- 霍耀良，68歲，香港導演、監製。[132]